# The Twilight Saga: Eclipse (colonna sonora)
La colonna sonora del film The Twilight Saga: Eclipse del 2010 è composta da due CD; The Twilight Saga: Eclipse (Original Motion Picture Soundtrack) che contiene i brani dei vari artisti mentre The Twilight Saga: Eclipse - The Score (Motion Picture Soundtrack) contiene le tracce orchestrali.

## The Twilight Saga: Eclipse (Original Motion Picture Soundtrack)
The Twilight Saga: Eclipse (Original Motion Picture Soundtrack) è la colonna sonora ufficiale del film del 2010 The Twilight Saga: Eclipse.

### Il disco
Nel CD contenente i vari artisti, si sono alternati gruppi come i Vampire Weekend, Beck in coppia con Bat for Lashes e Florence and the Machine.
Il gruppo britannico Muse, che ha già inserito nelle precedenti colonne sonore della saga due brani, è presente nuovamente con la canzone Neutron Star Collision (Love Is Forever), uscito come singolo il 17 maggio del 2010.
La colonna sonora è uscita in contemporanea mondiale l'8 giugno 2010.

### Tracce
1. Metric – Eclipse (All Yours) - 3:45
2. Muse – Neutron Star Collision (Love Is Forever) - 3:50
3. The Bravery – Ours - 3:48
4. Florence and the Machine – Heavy in Your Arms - 4:44
5. Sia – My Love - 5:11
6. Fanfarlo – Atlas - 3:27
7. The Black Keys – Chop and Change - 2:25
8. The Dead Weather – Rolling in on a Burning Tire - 3:53
9. Beck e Bat for Lashes – Let's Get Lost - 4:10
10. Vampire Weekend – Jonathan Low - 3:32
11. UNKLE e The Black Angels – With You in My Head - 4:43
12. Eastern Conference Champions – A Million Miles an Hour - 4:07
13. Band of Horses – Life on Earth - 5:30
14. Cee-Lo – What Part of Forever - 3:57
15. Howard Shore – Jacob's Theme - 2:27

### Deluxe bonus tracks[5]
1. Battles - The Line - 5:05
2. Bombay Bicycle Club - How Can You Swallow So Much Sleep - 3:00
3. Fanfarlo - Atlas (The Time and Space Machine Remix) bonus track - 6:04
4. Cee-Lo – What Part Of Forever (Johan Hugo Remix) bonus track - 4:51

### International bonus tracks
- Magia y Deseo (Jesse & Joy) (Messico) - 3:33
- Eterno Pra Você (Hori) (Brasile) - 3:51
- Edge of My Dreams (Lisa Mitchell) (Australia) - 4:19
- Don't You Mourn the Sun (MiMi) (Svizzera) - 3:46

### Singoli
1. Muse – Neutron Star Collision (Love Is Forever)

## The Twilight Saga: Eclipse - The Score (Motion Picture Soundtrack)
La colonna sonora orchestrale è stata affidata al musicista premio Oscar Howard Shore, già autore di varie colonne sonore orchestrali tra le quali quelle della trilogia de Il Signore degli Anelli e  Il silenzio degli innocenti.

### Tracce
1. Riley – 1:53 non lo so
2. Compromise/Bella's Theme – 2:44
3. Bella's Truck/Florida – 1:50
4. Victoria – 2:18
5. Imprinting – 2:07
6. The Cullens Plan – 2:19
7. First Kiss – 2:00
8. Rosalie – 4:09
9. Decisions, Decisions... – 1:50
10. They're Coming Here – 4:01
11. Jacob Black – 2:13
12. Jasper – 3:56
13. Wolf Scent – 2:19
14. Mountain Peak – 5:03
15. The Kiss – 3:45
16. The Battle/Victoria vs. Edward – 6:40
17. Jane – 3:12
18. As Easy as Breathing – 3:21
19. Wedding Plans – 6:12